# Élections sénatoriales de 2017 dans l'Orne
Les élections sénatoriales dans l'Orne ont lieu le dimanche 24 septembre 2017. Elles ont pour but d'élire les sénateurs représentant le département au Sénat pour un mandat de six années.

## Contexte départemental
Lors des élections sénatoriales de 2011 dans l'Orne, deux sénateurs ont été élus : Nathalie Goulet (SE) et Jean-Claude Lenoir (UMP).
Depuis, tous les effectifs du collège électoral des grands électeurs ont été renouvelés, avec les élections législatives de 2017, les élections régionales de 2015, les élections départementales de 2015 et les élections municipales de 2014.

## Sénateurs sortants
| Sénateur | Sénateur           | Parti | Fonctions lors de l'élection en 2011 |
| -------- | ------------------ | ----- | ------------------------------------ |
|          | Nathalie Goulet    | UDI   | Sénatrice sortante                   |
|          | Jean-Claude Lenoir | LR    | Député, maire de Mortagne-au-Perche  |

## Présentation des candidats et des suppléants
Les nouveaux représentants sont élus pour une législature de 6 ans au suffrage universel indirect par les 1 027 grands électeurs du département. Dans l'Orne, les sénateurs sont élus au scrutin majoritaire à deux tours. Leur nombre reste inchangé, deux sénateurs sont à élire. Il y aura plusieurs candidats dans le département, chacun avec un suppléant.
| T/S | Candidats | Candidats             | Parti | Principale fonction                                                  |
| --- | --------- | --------------------- | ----- | -------------------------------------------------------------------- |
| T   |           | François Tollot       | PCF   | Conseiller municipal d'Alençon                                       |
| S   |           | Francine Brière       | PCF   |                                                                      |
| T   |           | Lori Helloco          | DVG   | Conseiller départemental, adjoint au maire de Flers                  |
| S   |           | Lydia Fayel           | DVG   |                                                                      |
| T   |           | Jean-Marie Vercruysse | LREM  | Maire d'Aube, président de l'association des maires ruraux de l'Orne |
| S   |           | Hélène Obissier       | LREM  | Maire déléguée d'Origny-le-Butin                                     |
| T   |           | Nathalie Goulet       | UDI   | Sénatrice sortante                                                   |
| S   |           | Franck Poirier        | UDI   | Maire délégué de Bresolettes                                         |
| T   |           | Eugène Loïc Ermessent | DVD   |                                                                      |
| S   |           | Stélianne Bettefort   | DVD   |                                                                      |
| T   |           | Sébastien Leroux      | LR    | Maire de Putanges-le-Lac                                             |
| S   |           | Anick Bruneau         | DVD   | Conseillère départementale                                           |
| T   |           | Philippe Senaux       | LR    | Conseiller départemental                                             |
| S   |           | Florence Goulet       | LR    |                                                                      |
| T   |           | Raymond Herbreteau    | FN    | Maire de Les Ventes-de-Bourse                                        |
| S   |           | Katia Frémont         | FN    |                                                                      |

## Résultats
| Candidats                | Candidats                | Parti                    | Nuance                   | Premier tour | Premier tour | Second tour | Second tour |
| Candidats                | Candidats                | Parti                    | Nuance                   | Voix         | %            | Voix        | %           |
| ------------------------ | ------------------------ | ------------------------ | ------------------------ | ------------ | ------------ | ----------- | ----------- |
|                          | Nathalie Goulet          | UDI                      | UDI                      | 602          | 58,20        |             |             |
|                          | Sébastien Leroux         | LR                       | LR                       | 487          | 47,33        | 567         | 59,43       |
|                          | Jean-Marie Vercruysse    | LREM                     | REM                      | 257          | 24,98        | 312         | 32,70       |
|                          | Philippe Senaux          | LR                       | DVD                      | 199          | 19,34        | 75          | 7,86        |
|                          | Lori Helloco             | PS                       | SOC                      | 167          | 16,23        | Retrait     | Retrait     |
|                          | François Tollot          | PCF                      | COM                      | 53           | 5,15         | Retrait     | Retrait     |
|                          | Eugène-Loïc Ermessent    | SE                       | DVD                      | 44           | 4,28         | Retrait     | Retrait     |
|                          | Raymond Herbreteau       | FN                       | FN                       | 25           | 2,43         | Retrait     | Retrait     |
|                          |                          |                          |                          |              |              |             |             |
| Suffrages exprimés       | Suffrages exprimés       | Suffrages exprimés       | Suffrages exprimés       | 1 029        | 98,37        | 954         | 91,20       |
| Votes blancs             | Votes blancs             | Votes blancs             | Votes blancs             | 10           | 0,96         | 68          | 6,50        |
| Votes nuls               | Votes nuls               | Votes nuls               | Votes nuls               | 7            | 0,67         | 24          | 2,29        |
| Total                    | Total                    | Total                    | Total                    | 1 046        | 100          | 1 046       | 100         |
| Abstention               | Abstention               | Abstention               | Abstention               | 0            | 0,00         | 0           | 0,00        |
| Inscrits / participation | Inscrits / participation | Inscrits / participation | Inscrits / participation | 1 046        | 100          | 1 046       | 100         |

L'élection de Sébastien Leroux a été annulé par  une décision du 13 avril 2018 du Conseil constitutionnel. M. Leroux était inéligible car il devait être regardé comme ayant exercé des fonctions de membre du cabinet du président départemental.